# Discoverer–16

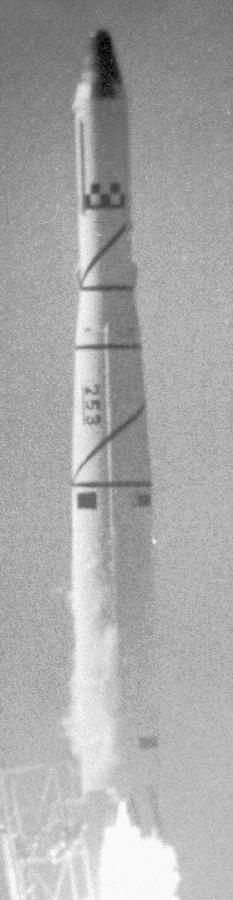
A Discoverer 16 indítása Thor-Agena B hordozórakétával 1960-ban

A Discoverer 16 amerikai KH–2 típusú fotófelderítő műhold volt. A műhold indítása sikertelen volt.

## Küldetés
A Corona egy amerikai felderítő műholdrendszer volt, amelyet a légierő (USAF) segítségével a CIA tudományos és technológiai igazgatósága üzemeltetett. A korai Corona indításokat a Discoverer–űrprogram mögé rejtették. Részben tudományos-technikai kísérletekre, illetve felderítési célokra alkalmazták.
A program célja, hogy a felderítési adatokat, képeket egy visszatérésre alkalmas kapszula hordozza. Elsősorban a Szovjetunió, valamit Kína területeiről gyűjtött – katonai és polgári – adatokat visszajuttatva lehetőséget adjon a támadó eszközök elhelyezéséről, mozgásáról, a kódolt kapcsolattartásról, a várható veszélyeztetésről, lehetővé téve a szükségszerű ellenintézkedéseket. A műholdrendszerrel igyekeztek kiváltani az U–2 felderítő repülőgépeket.

## Jellemzői
1960. október 26-án a légierő Vandenbergben lévő indítóállomásáról egy Thor-Agena B hordozórakétával indították Föld körüli pályára. A műholdat beépítették az utolsó fokozatba. A műhold alakja kúp, amelyhez a rakétafokozat hengere kapcsolódik. Horizontérzékelő berendezése segítségével stabilizálták hossztengelye mentén.  Az energiát nikkel-kadmium akkumulátorok biztosították. A mérési adatokat két, különböző frekvencián működő rádióadó továbbította a földi vevőállomásokra. Technikai okok miatt a műhold nem tudott a meghatározott pályára állni.

## Külső hivatkozások
- Discoverer–16. nasa.gov. (Hozzáférés: 2012. november 24.)

| Elődje: Discoverer–15 | Discoverer műholdak 1959–1962 | Utódja: Discoverer–17 |